# Kalkspat
Kalkspat även kallat kalcit är ett vanligt förekommande, bergartsbildande mineral, bestående av den kemiska föreningen kalciumkarbonat (CaCO3). Kalkspat är bara ett av de mineral som kan bestå av endast kalciumkarbonat, vilket gör det till en polymorf av föreningen. Kalkspat är oftast färglös till vit, men man kan hitta röd, rosa, gul, honungsgul, brun eller till och med svart kalkspat som får sin färg genom orenheter i stenen. Mineralet bildas huvudsakligen under sedimentära förhållanden.[källa behövs]

## Egenskaper
Kalkspaten är kanske mest känd för sin dubbelbrytande effekt på ljuset. Denna effekt syns särskilt väl hos en typ av klar kalkspat kallad islandsspat. En annan egenskap är att kalkspat brusar upp i utspädd saltsyra.

## Förekomst och användning
Mineralet är mycket vanligt. Kalkspat är den viktigaste komponenten i kalksten och marmor. Många andra bergarter innehåller kalkspat. Kalkspat är det mineral som vanligast bygger upp stalagmiter och stalaktiter i grottor. Det bildar också ofta travertinavsättningar kring heta källor.
Under beteckningen kalciumkarbonat är den råvara för framställning av cement och  kalciumoxid (osläckt kalk). När kalciumkarbonat värms vid atmosfärstryck börjar det sönderdelas vid 825 °C till koldioxid och kalciumoxid. Ökas trycket till 39,5 bar uppträder en smälta vid 1230 °C mellan kalciumkarbonat och reaktionsprodukterna. Vid 47 kilobar smälter kalciumkarbonat vid cirka 1440 °C.
Ämnet används även i livsmedel och har då E-nummer E 170.

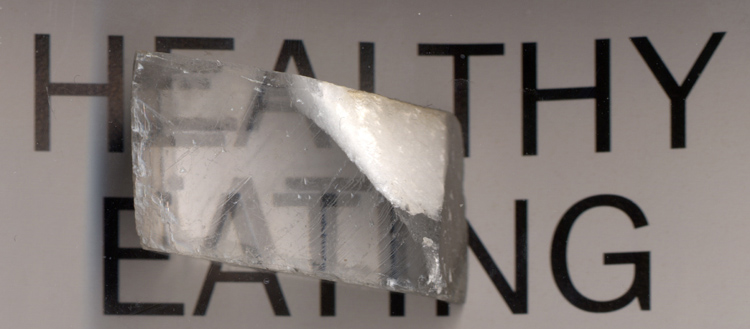
Detta klara spaltstycke av kalkspat avbildat med en skanner visar mineralets dubbelbrytande egenskap.